# Scelophysa colvillei
Scelophysa colvillei är en skalbaggsart som beskrevs av Dombrow 2006. Scelophysa colvillei ingår i släktet Scelophysa och familjen Melolonthidae. Inga underarter finns listade i Catalogue of Life.